# Synagoga w Radymnie
Synagoga w Radymnie – synagoga znajdująca się w Radymnie na Rynku pod numerem 26.
Synagoga została zbudowana w 1918 roku. Podczas II wojny światowej hitlerowcy zdewastowali synagogę. Po wojnie budynek stał przez pewien czas stał opuszczony. W latach 50 XX w. przebudowano go na potrzeby rozlewni wody gazowanej. Obecnie mieści się w niej hurtownia spożywcza
Murowany i orientowany budynek synagogi wzniesiono na planie prostokąta, z ryzalitami od zachodu. Wnętrza zmieniono w trakcie przebudowy. Pierwotnie z każdej strony znajdowały się wysokie, półokrągłe zakończone okna, które po wojnie zamurowano i wykuto nowe prostokątne.